# Landbyska verket 10

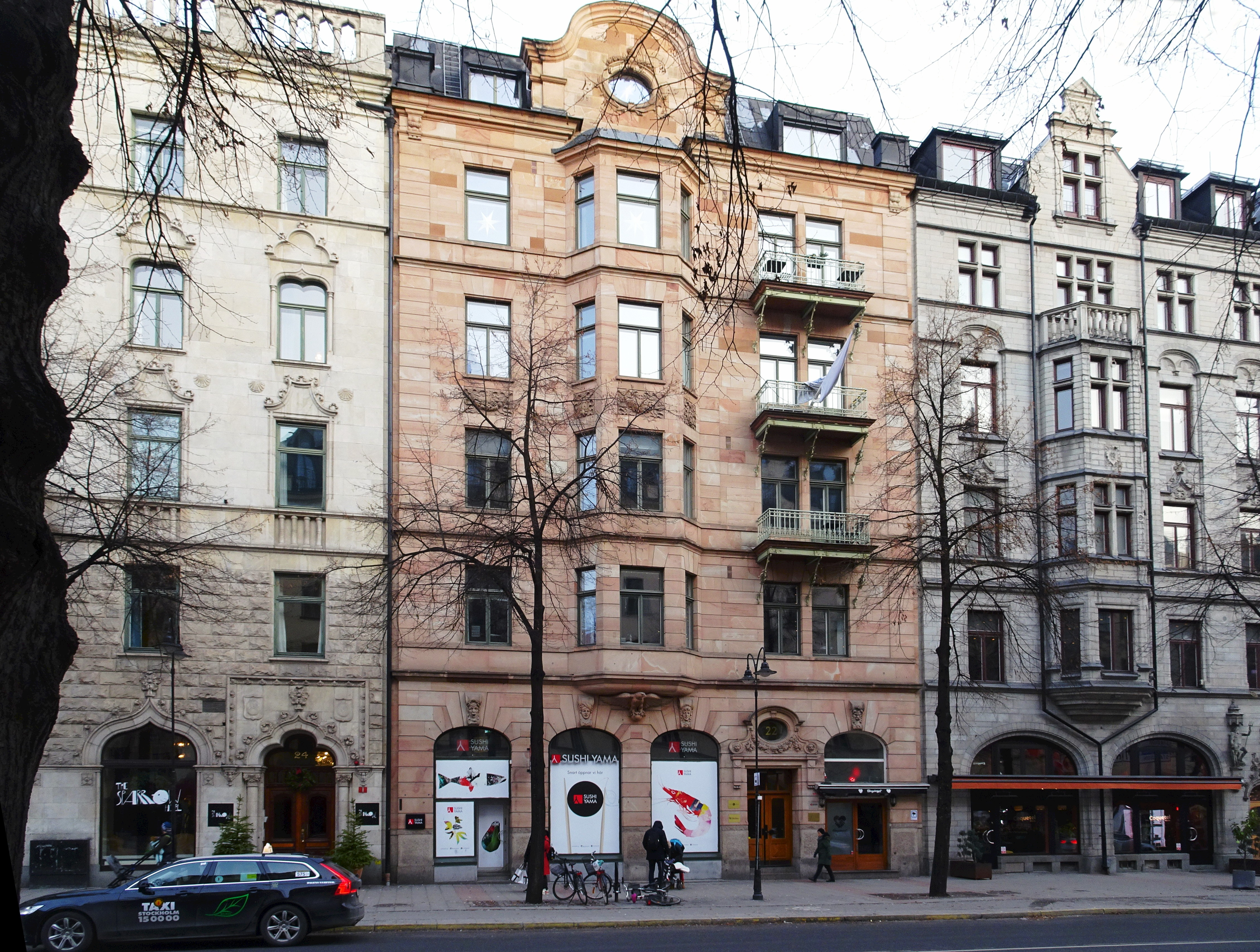
Birger Jarlsgatan 22, december 2019.

Landbyska verket 10 (ursprungligen Sperlingens backe 52) är en fastighet i kvarteret Landbyska verket vid Birger Jarlsgatan 22 på Östermalm i Stockholm. Nuvarande byggnad uppfördes 1897–1900 och anses av Stadsmuseet i Stockholm representerar ”synnerligen höga kulturhistoriska värden” och är blåmärkt.

## Historik

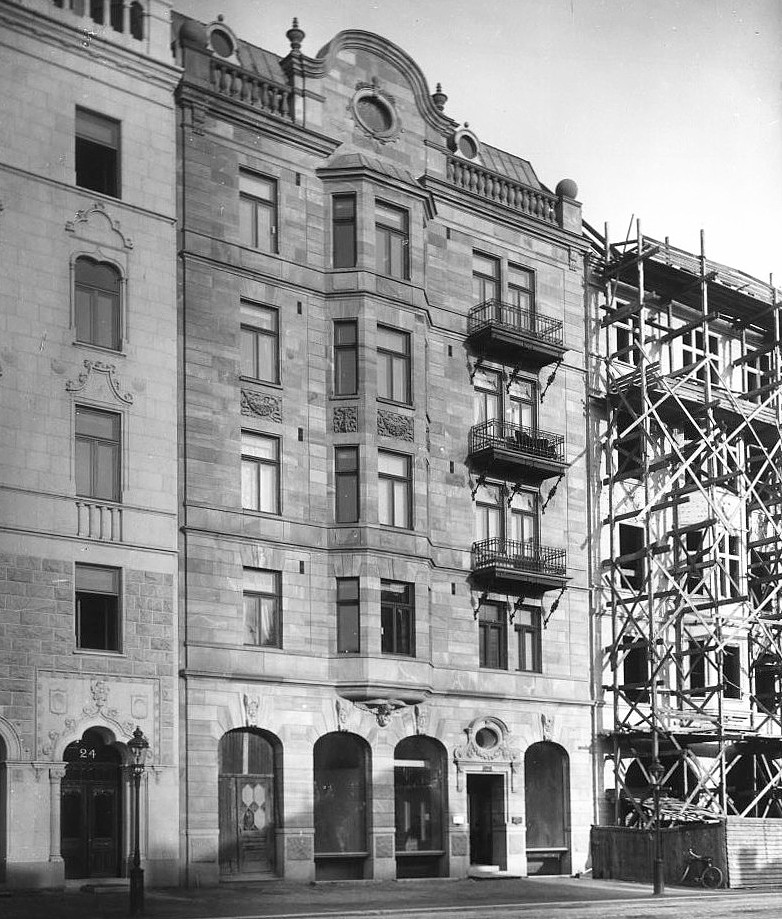
Huset nästan färdigställt, 1899.

### Bakgrund
Det kilformade område som sedan 1921 bär kvartersbeteckningen Landbyska verket fastställdes i en stadsplan från 1879 som hade sina rötter i Lindhagenplanen från 1866. Kvarteret hette då Sperlingens backe. Bebyggelsen bestod av enkla träkåkar med delvis tillfällig karaktär. Husen revs när Engelbrektsplan anlades 1894. Kvarterets tomter började därefter bebyggas med exklusiva stenhus. 

### Byggnadsbeskrivning

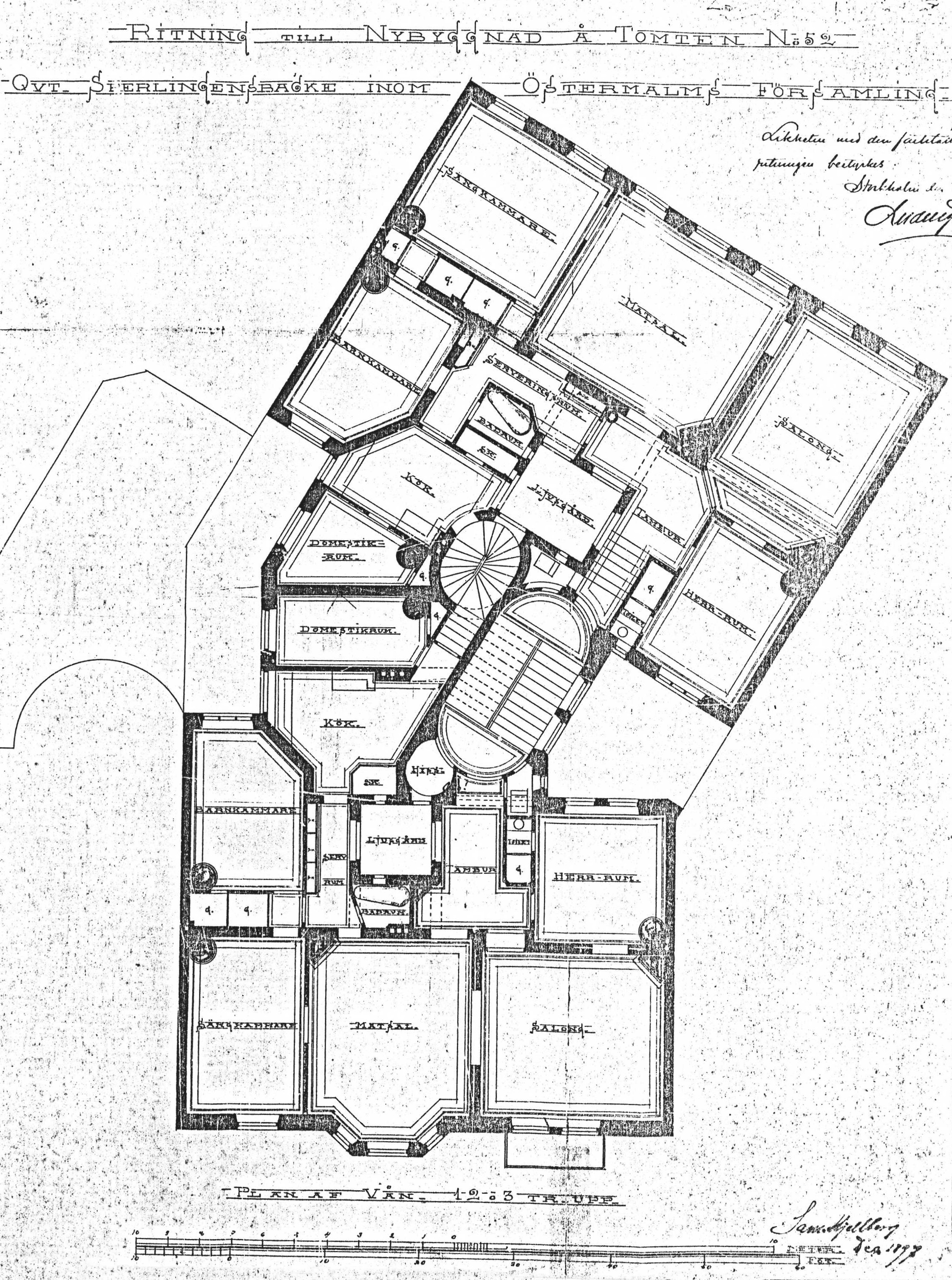
Ritning 2–4 trappor, 1897.

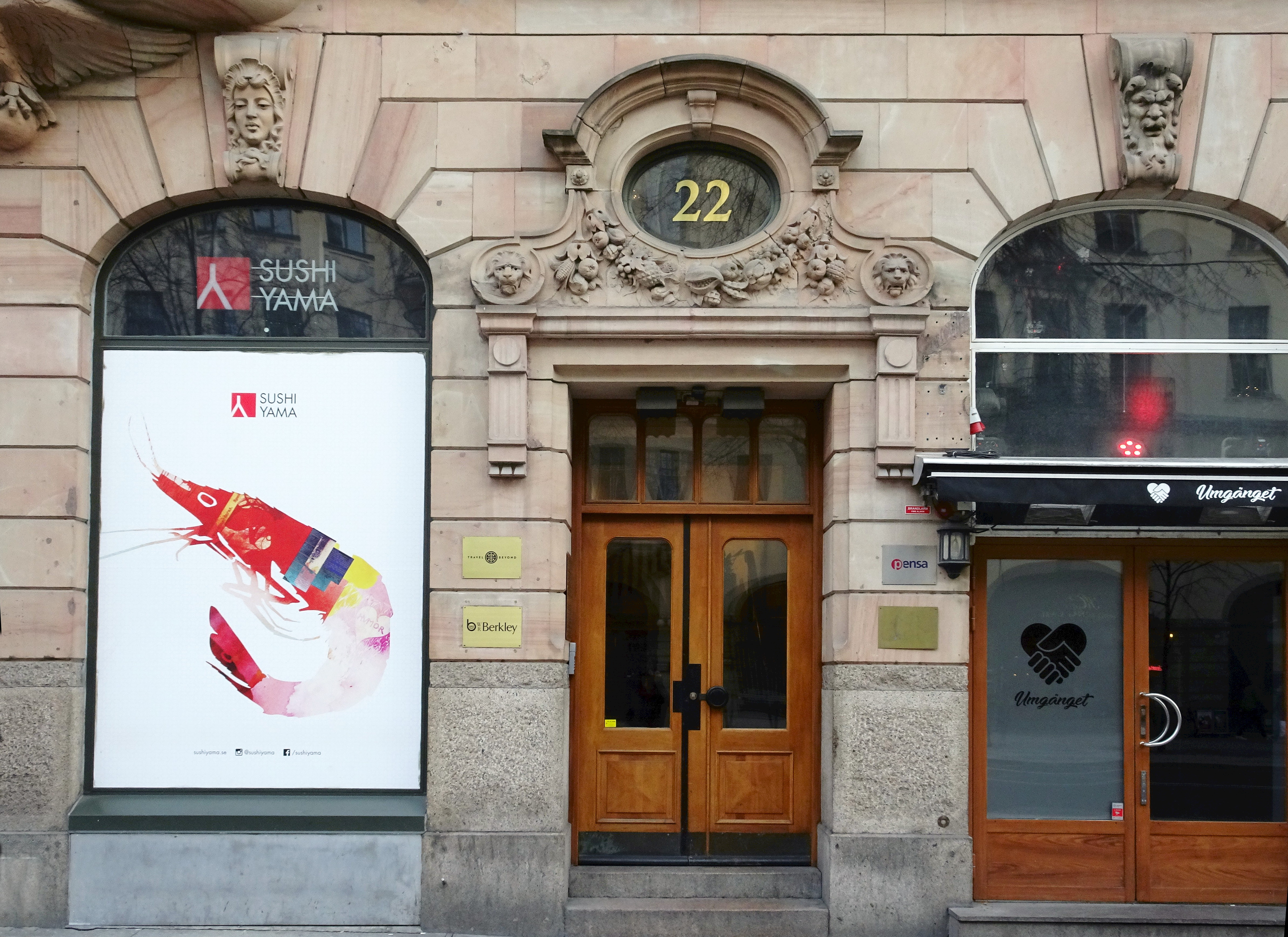
Portalen, Birger Jarlsgatan 22.

I september 1897 ansökte fastighetsägaren och byggmästaren Lars Östlihn att få uppföra ett nytt bostadshus på tomten med nr 52 som ursprungligen sträckte sig över kvarteret till Biblioteksgatan. Mot Birger Jarlsgatan planerade han fem våningar och mot Biblioteksgatan fyra. Östlihn anlitade arkitekten Sam Kjellberg att gestalta huset.
Marken var besvärlig att bygga på. Den bestod av lera och var sank, här flöt en gång Rännilen förbi från det närbelägna Träsket. Husgrunden förstärktes därför av omkring 600 träpålar med längder mellan 8 och 11 meter. Fasaden mot Birger Jarlsgatan kläddes i röd, finhuggen Orsasandsten och accentuerades av ett fyra våningar högt burspråk vilket bärs upp av en skulpterad örn med utbredda vingar och avslutades över taklisten av en rundad fronton. 
För övrigt dekorerades fasaden bland annat med maskaroner, två individuellt utformade mans- och två kvinnoansikten som sitter över bottenvåningens skyltfönster. Mellan våning två och tre märks fyllningar med festonger med fruktmotiv. På våning 2-4 anordnades balkonger tillhörande lägenheternas respektive salong. Över entréporten syns ett ovalt fönster med skulpterad omfattning, ett liknande fönster återfinns i frontonen.
På ett fotografi från 1899 framgår huset i nästan färdigt skick. Intill syns Daneliuska huset under uppförande och fortfarande bakom byggställningar. Då fanns en balustrad ovanför taknocken och utsmyckningar med urnor och klot. Vindens fönster var utformade som oxögon. Av det finns idag inget kvar sedan vinden utbyggdes till lägenheter omkring 1940.
I bottenvåningen anordnades butiker och däröver stora bostäder som nåddes via en central belägen huvudtrappa, redan från början utrustad med hiss. Den intill belägna så kallade "kökstrappan" skulle användas av de boendes tjänstefolk. Delen mot Birger Jarlsgatan upptogs av en enda lägenhet om sex rum och kök, likaså delen mot Biblioteksgatan. Det fanns salong, matsal, herrum, sängkammare, barnkammare och domestikens rum (tjänstefolk) samt även badrum och klosettrum (toalett utan vattenspolning). De inre delarna fick lite dagsljus via två minimala ljusgårdar.

### Ägare
Östlihn byggde på spekulation och när huset stod färdigt år 1900 sålde han det till godsägaren greve Eric von Rosen. 1918 förvärvades fastigheten av AB Elektriska ugnar och 1926  blev AB Tudor ägare. Stockholms sparbank förvärvade fastigheten 1952 och inrättade en filial i bottenvåningen. 1968 köptes huset av Stockholms stad och 1980 revs den östra delen mot Biblioteksgatan som blev en egen fastighet (Landbyska verket 9). Där uppfördes sedan ett nytt kontorshus. I november 2013 såldes fastighetens västra del av dåvarande ägaren Axfast till Fondex AB. Sommaren 2014 öppnade House of Amber sin första Stockholmsbutik i huset.

Fasaddetaljer
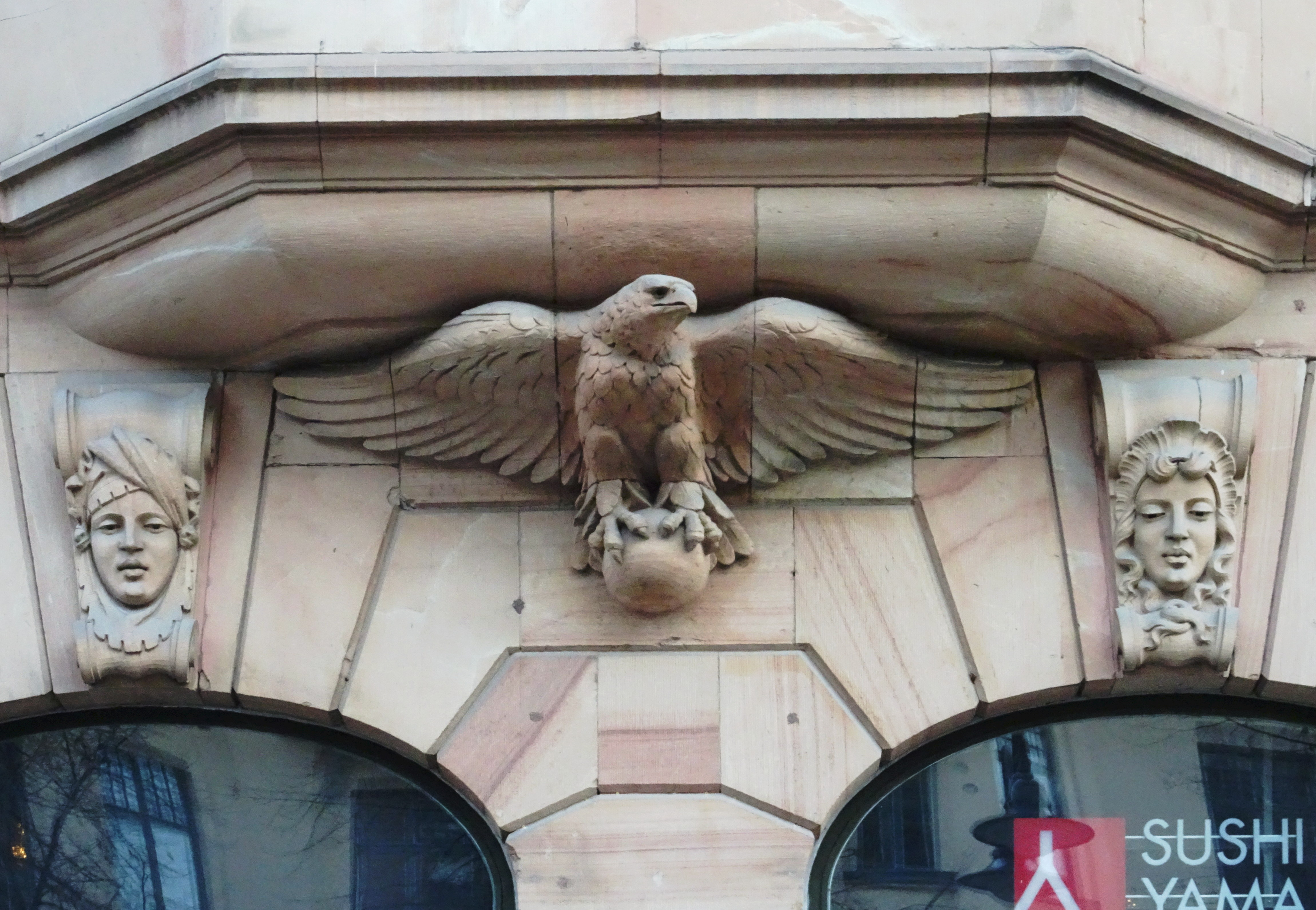
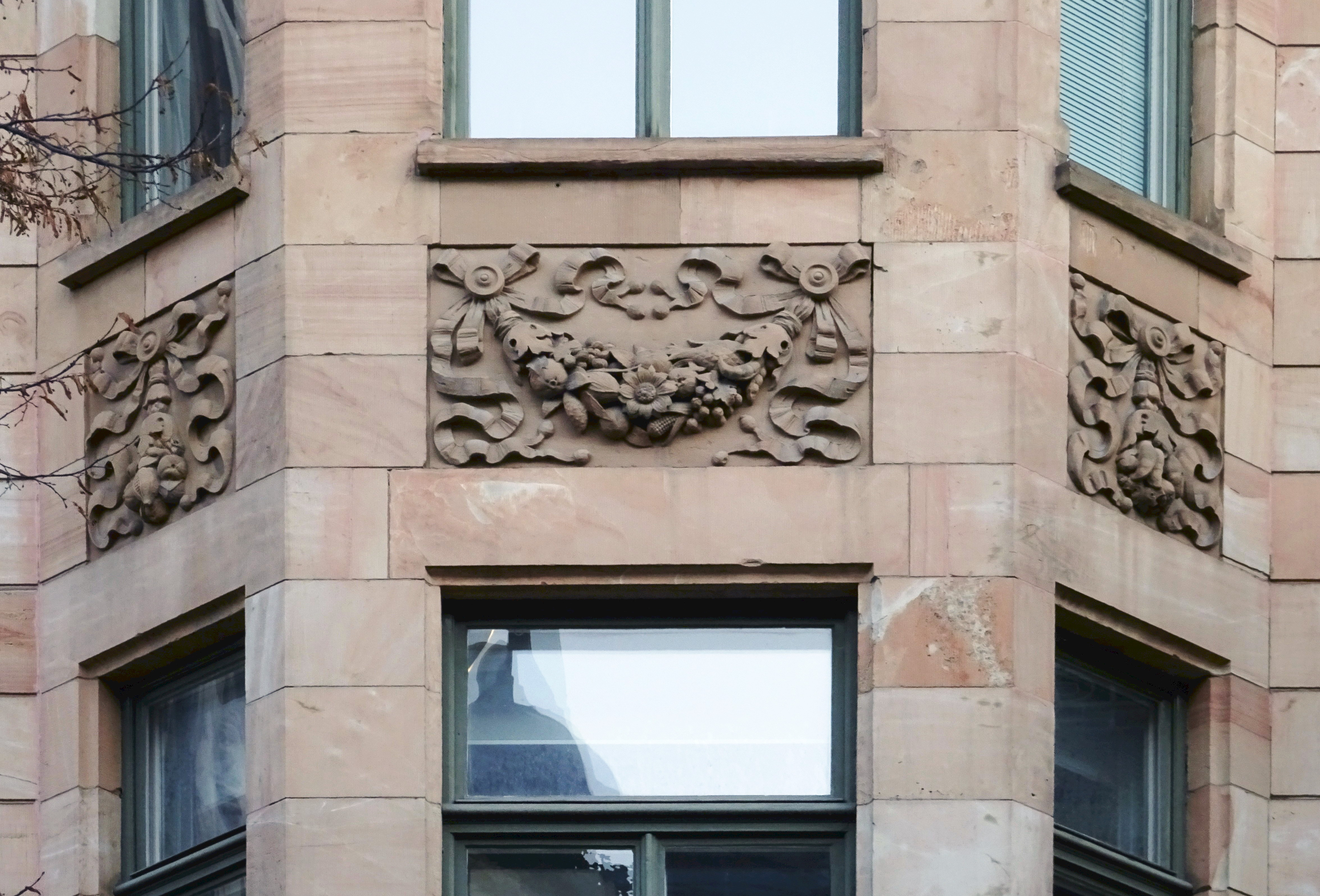
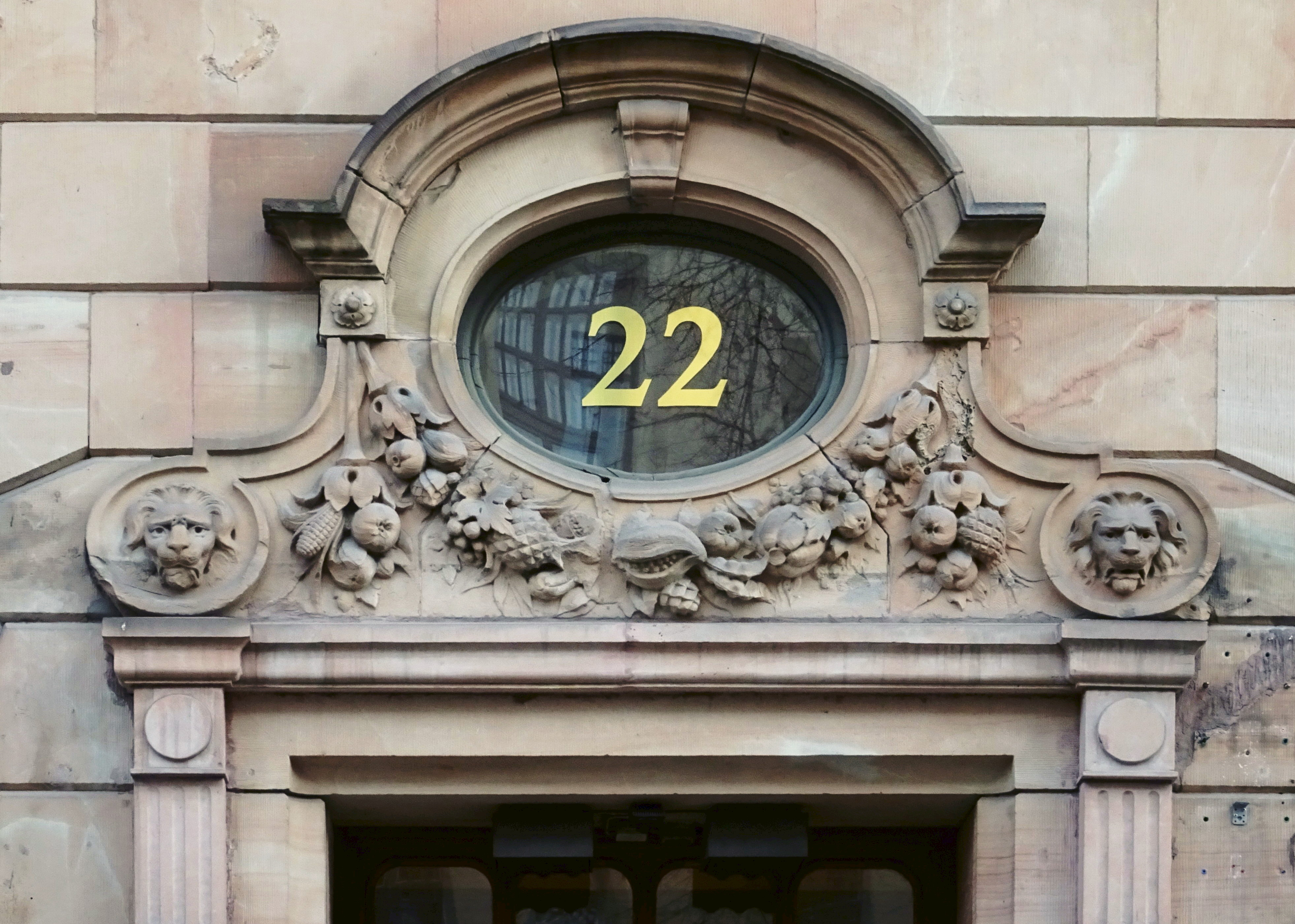
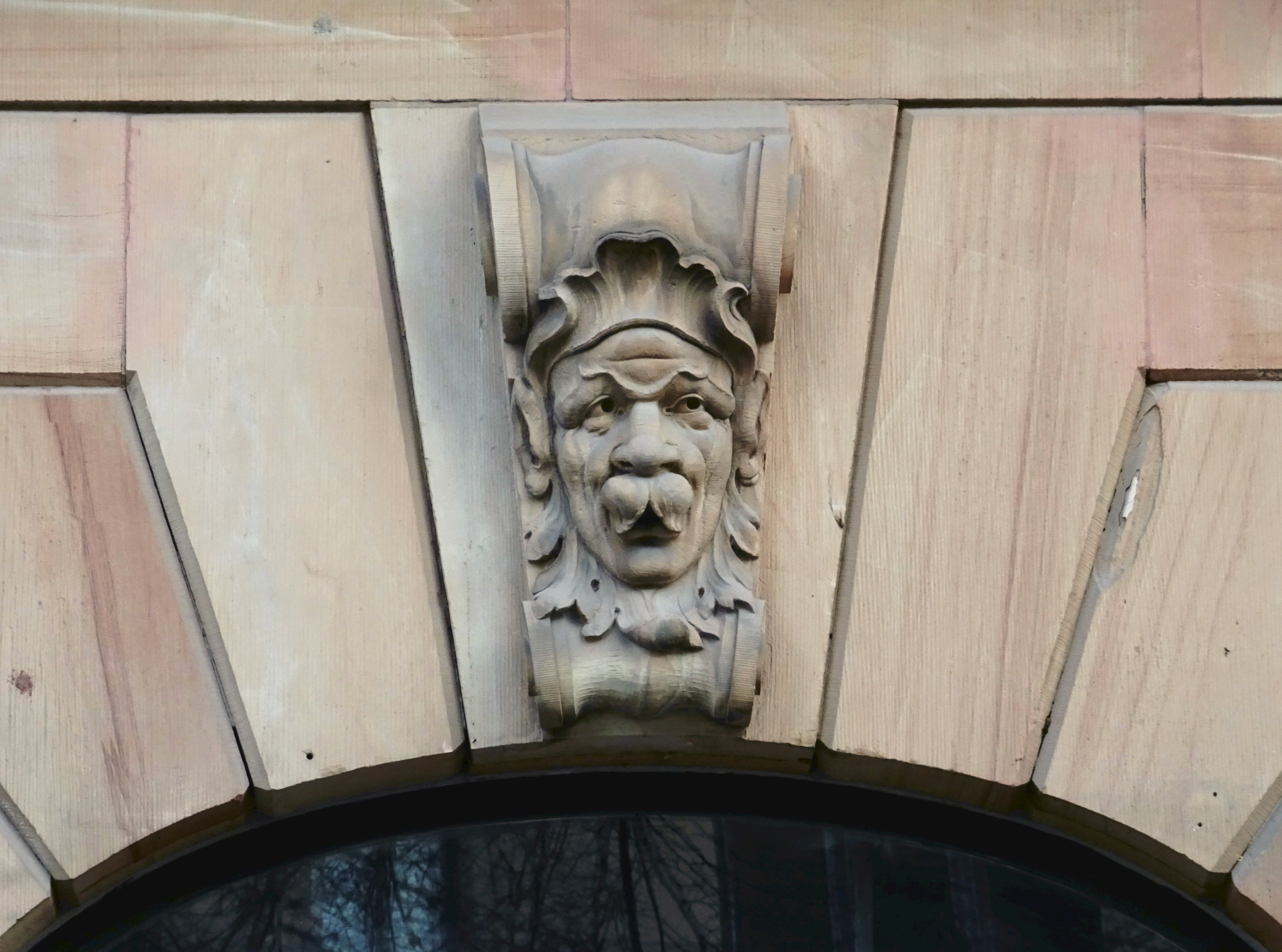